# Fulko II Dobry
Fulko II Dobry (ur. 920, zm. 11 listopada 958 w Tours) – hrabia Andegawenii, syn hrabiego Fulka I Rudego i Roscelli, córki Garniera, pana de Loches.

## Życiorys
Po raz pierwszy pojawia się w dokumentach w 929 r. Był hrabią Andegawenii w latach 941–958. Sojusznik domu Robertyngów, przez cały okres swoich rządów toczył wojnę z Bretanią. Był człowiekiem kultury, poetą i artystą.
W 937 r. poślubił Gerbergę (zm. przed 952)n. Miał z nią sześciu synów i trzy córki:
- Godfryd I Szara Opończa (ok. 935 – 21 lipca 987), hrabia Andegawenii
- Gwidon (zm. 994/996), biskup Puy
- Drogon, istnienie niepewne
- Adelajda, zamężna kilkakrotnie – z tym z królem Ludwikiem V Gnuśnym
- Fulko
- Arsinda Blanka
- Agnieszka

Starsze źródła wymieniały jeszcze dwóch synów Fulka, Boucharda i Drogona, ale obecnie uważa się, że nie byli oni synami hrabiego.